# 조지 S. 코프먼

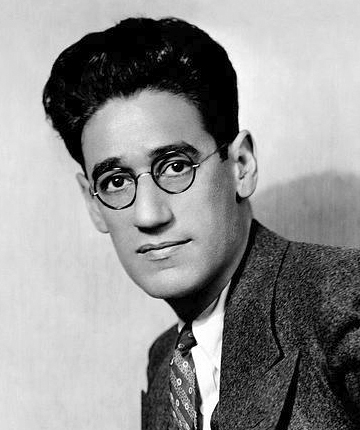

조지 사이먼 코프먼(George Simon Kaufman, 1889년 11월 16일 ∼ 1961년 6월 2일)은 1930년대에 브로드웨이에서 가장 성공한 작가의 하나이다. 모스 하트와 함께 희곡 9편을 합작했다. 그중에서도 ≪빈으로 가는 인생≫(1936)은 퓰리처상을 수상했고, 이 작품 외에도 ≪만찬에 온 사나이(The Man Who Came to Dinner)≫(1939)가 영화화해 큰 성공을 거뒀다. 1941년 이후에는 함께 극을 쓰지 않았지만 두 사람은 죽을 때까지 친한 친구로 지냈다.
조지 코프먼의 작품 목록을 보면 가공할 만한 창작력과 지치지 않는 열정을 볼 수 있다. 그는 극작품뿐만 아니라 시나리오와 리뷰 등 생을 마감할 때까지 엄청난 작품을 남겼다. 극작품은 대부분 다른 작가들과 공동 집필했다. 1930년대부터는 연출도 활발히 하며 다재다능한 모습을 보여 주었다. 1889년에 피츠버그의 독일계 유태인이 거주하는 지역에서 태어난 코프먼은 10대에 랍비의 권유로 종교극에서 배역을 맡게 되어 연극에 매혹되었다. 이후로 많은 직업을 전전하다가 ≪뉴욕타임스≫ 드라마 편집자로 일하던 중 1917년에 첫 희곡을 쓴다. 다른 작가들이 쓴 작품을 개작하는 것으로 시작해 마침내 마크 코넬리(Marc Connelly)와 합작으로 성공적인 극을 쓰기 시작했다. 이후 허먼 맨키비츠(Herman Mankiewicz), 링 라드너(Ring Lardner), 모스 하트 등 당시 유명 작가들과 함께 작업했다.
1945년에 아내 베아트리스(Beatrice)가 사망하면서 왕성한 작품 활동에도 침체기가 왔다. 1949년 배우인 르윈 에밀리 맥그라스(Leueen Emily MacGrath)와 재혼한 뒤에도 그다지 창작력이 회복이 되지 않았으며 두 사람은 1957년에 결별했다. 하트처럼 그도 뇌졸중 때문에 불편해진 몸으로 병상에서 지내다가 1961년에 세상을 떠났다.